# Hellboy II: The Golden Army
Hellboy II: The Golden Army er en amerikansk superheltefilm fra 2008, instrueret og skrevet af Guillermo del Toro efter Mike Mignolas tegneserie Hellboy.

## Medvirkende
- Ron Perlman som Hellboy
- Selma Blair som Liz Sherman
- Doug Jones som Abe Sapien, kongens kammerherre og dødsenglen
- John Alexander og James Dodd som Johann Krauss, stemme af Seth MacFarlane
- Luke Goss som Prins Nuada
- Anna Walton som Prinsesse Nuala
- Jeffrey Tambor som Tom Manning
- Roy Dotrice som Kong Balor
- Brian Steele som Troll, Hr. Wink, kortbutikejer, Fragglewump
- John Hurt som Trevor 'Broom' Bruttenholm (cameo)
- Jimmy Kimmel som sig selv (cameo)
- Andrew Hefler som Agent Flint
- Iván Kamarás som Agent Steel
- Mike Kelly som Agent Marble
- Jeremy Zimmermann som Auktionarius